# Slănic Moldova
Slănic Moldova è una città della Romania di 5 069 abitanti, ubicata nel distretto di Bacău, nella regione storica della Moldavia.
Conosciuta stazione termale, Slănic Moldova è situata sul versante orientale della catena dei Carpazi Orientali, ad un'altitudine di 530 m s.l.m.
Le acque termali sono state scoperte nel 1801, mentre le prime analisi chimiche vennero effettuate nel 1852 e nel 1877 venne aperto il primo stabilimento termale. Le acque sono consigliate per le affezioni dello stomaco, del fegato e dei reni.